# William James Perry
William James Perry (1887 – 1949) è stato un antropologo britannico.
Fu un convinto sostenitore del Diffusionismo.
Tra le sue opere si ricordano Cultura megalitica dell'Indonesia (1918), Figli del Sole (1923), La crescita della civiltà (1924), L'oceano primordiale (1935).

## Pubblicazioni
- The Megalithic Culture of Indonesia (1918)[1]
- The Megalithic Culture of Indonesia  (1918)
- The Children of the Sun: a Study in the Early History of Civilization (London: Methuen, 1923); alternate title: The Children of the Sun: A Study of the Egyptian Settlement of the Pacific[2]
- The Children of the Sun  (1923)
- The Origin of Magic and Religion (1923)
- The Growth of Civilization (1924)
- Gods and Men: The Attainment of Immortality (1927)
- The Primordial Ocean: An Introductory Contribution to Social Psychology (1935)